# La Panthère rose (film, 1963)
Pour les articles homonymes, voir La Panthère rose (homonymie).
Série
Quand l'inspecteur s'emmêle
(1964)
Pour plus de détails, voir Fiche technique et Distribution.
La Panthère rose (titre original : The Pink Panther) est une comédie policière américaine coécrite et réalisée par Blake Edwards, sortie en 1963.
Grand succès commercial à sa sortie, La Panthère rose a donné naissance à une série de films et aussi au personnage d'animation du même nom qui apparaît dans son générique et qui est ensuite devenu le protagoniste d'une longue série de dessins animés.

## Synopsis
L'inspecteur Clouseau est une véritable catastrophe ambulante. Il est depuis des années à la poursuite d'un insaisissable cambrioleur de grand style connu comme étant « le Fantôme ». Chargé de la protection du diamant « la Panthère rose », possédé par la princesse Dala, il se rend avec sa femme dans la station de ski italienne de Cortina où se trouve déjà la princesse, objet de toutes les attentions de sir Charles Lytton, un mondain britannique, et de son neveu George.

## Fiche technique
- Titre original : The Pink Panther
- Titre français : La Panthère rose
- Réalisation : Blake Edwards
- Scénario : Blake Edwards et Maurice Richlin
- Direction artistique : Fernando Carrere
- Décors : Reg Allen, Jack Stevens et Arrigo Breschi (en)
- Costumes : Yves Saint Laurent (robes de Capucine et de Claudia Cardinale) ; Annalisa Nasalli-Rocca (it) et William Ware Theiss (en)
- Photographie : Philip H. Lathrop
- Son : Alexander Fisher (en)
- Montage : Ralph E. Winters
- Musique : Henry Mancini
- Production : Martin Jurow ; Dick Crockett (en) (associé) ; Walter Mirisch (délégué)
- Sociétés de production : The Mirisch Company, G & E Productions
- Société de distribution : United Artists (États-Unis), Les Artistes associés (France)
- Budget : 10 878 107 US$[réf. nécessaire]
- Pays d'origine : Royaume-uni
- Langue originale : anglais, italien
- Format : couleur (Technicolor) — 70 mm — 2,20:1 (Super Technirama 70) — son stéréo 4 pistes (Westrex Recording System)
- Genre : comédie policière
- Durée : 115 minutes
- Dates de sortie :
  - Allemagne de l'Ouest : 19 décembre 1963
  - Royaume-Uni : 7 janvier 1964
  - France : 4 mars 1964
  - États-Unis : 18 mars 1964
- Affiches : Macario Gómez Quibus (Espagne), Clément Hurel (France)

## Distribution

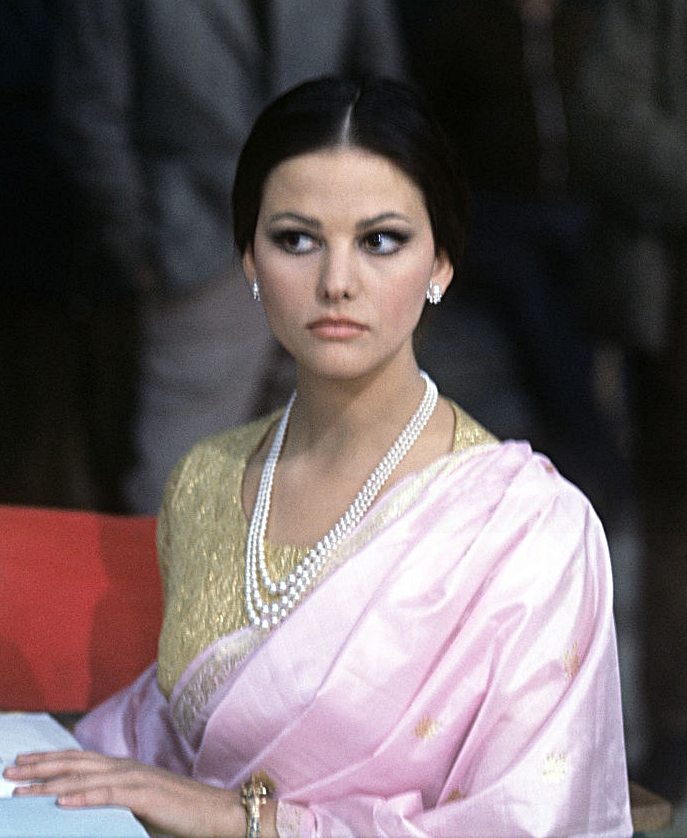
L'actrice principale Claudia Cardinale sur le tournage du film, en 1963.

- David Niven (VF : Jacques Berthier) : sir Charles Lytton alias le Fantôme
- Peter Sellers (VF : Roger Carel) : inspecteur Jacques Clouseau
- Robert Wagner (VF : Michel Le Royer) : George Lytton
- Capucine (VF : Claude Gensac) : Simone Clouseau
- Claudia Cardinale (VO : Gale Garnett / VF : Françoise Fechter) : la princesse Dala
- Brenda De Banzie (VF : Denise Grey) : Angela Dunning
- Fran Jeffries : la « cousine » grecque
- Colin Gordon (VF : Roger Tréville) : Tucker
- John Le Mesurier : l'avocat de la défense
- James Lanphier (VF : Jean-Pierre Duclos) : Saloud
- Guy Thomajan (VF : Jean-François Laley) : Artoff
- Michael Trubshawe (VF : Jacques Berlioz) : Felix Townes
- Riccardo Billi (VF : Jean Berton) : Aristotle Sarajos
- Meri Welles : Monica Fawn
- Martin Miller : Pier Luigi, le photographe

## Bande son du film
La chanson du film est Meglio stasera, musique d'Henry Mancini, paroles de Franco Migliacci (italien) et Johnny Mercer (anglais), interprétée par Fran Jeffries
Le générique met en scène une panthère rose en dessin animé qui deviendra un personnage récurrent par la suite, sur le célèbre thème musical jazzy The Pink Panther Theme d'Henry Mancini.

## Reconnaissance
En 2010, le film est conservé par le National Film Registry pour son importance culturelle, historique et esthétique.

## Autour du film
- L'inspecteur Clouseau apparaît aussi sous les traits de Alan Arkin dans L'Infaillible Inspecteur Clouseau de Bud Yorkin (1968).
- Ce film a également lancé la carrière du personnage de Pinky, la panthère rose au travers d'une série d'animation ayant totalisé plus de 150 épisodes entre 1969 et 2010.
- Un reboot a été réalisé en 2006 : La Panthère rose (The Pink Panther) par Shawn Levy avec Steve Martin dans le rôle de l'inspecteur Clouseau. On y voit le retour du célèbre diamant, apparu dans les premier, troisième et sixième opus.
- Pour parfaire son rôle de princesse indienne, Blake Edwards n'a pas hésité à faire inhaler à Claudia Cardinale, à son insu, des émanations de haschich[1].

## Place dans la série
- Ce film est le premier d'une série de huit films réalisés par Blake Edwards :

1. La Panthère rose (1963)
2. Quand l'inspecteur s'emmêle (1964)
3. Le Retour de la Panthère rose (1975)
4. Quand la Panthère rose s'emmêle (1976)
5. La Malédiction de la Panthère rose (1978)
6. À la recherche de la Panthère rose (1982)
7. L'Héritier de la Panthère rose (1983)
8. Le Fils de la Panthère rose (1993)

### Revue de presse
1. Claude Miller, « La Panthère rose », Téléciné no 115, Fédération des Loisirs et Culture Cinématographique (FLECC), Paris, février-avril 1964,  (ISSN 0049-3287).